# 帶紋豬海龍
帶紋豬海龍（学名：Choeroichthys cinctus），为輻鰭魚綱棘背魚目海龍魚科的其中一種，分布於西太平洋區，從印尼至薩摩亞群島海域，棲息深度9-38公尺，魚體灰白色或米白色，體側具有數條黑色橫帶並具有許多深色細斑點，體長可達8公分，棲息在珊瑚礁區，卵胎生。